# ZPS (レーダー)
ZPSは、日本の海上自衛隊が潜水艦用レーダーに与えた制式符号。

## 設計

### ZPS-1/2
初の国産機。ZPS-1が試作機、ZPS-2が量産機である。
搭載艦
- ZPS-1
  - おやしお（31SS）

- ZPS-2
  - はやしお型潜水艦（34SSK）
  - なつしお型潜水艦（35SSK）
  - おおしお（36SS）

### ZPS-3
哨戒と航法の両用機であり、主として下記のような構成となっている。
N-AS-51/ZPS-3 潜望鏡空中線
潜望鏡に組み込まれており、哨戒用に用いられる。
N-AS-52/ZPS-3 空中線
セイル上のレーダー・マストに装備されており、浮上時およびスノーケル深度の海中で使用可能。レドームを備え、30 kg/cm2の耐水構造を有している。
N-C-23/ZPS-3 真方位部
N-C-229/ZPS-3 アンテナコントロール
N-CN-12/ZPS-3 位相調整器
潜望鏡空中線と空中線では送信用マグネトロンの負荷が異なるため、その整合を行うための装置。
N-RG-2B 導波管
艦内と艦外の空中線部を結んでおり、その間は分離可能となっている。
N-RT-37/ZPS-3 送受信機
レーダー送信機としてマグネトロンを用いる
N-IP-44/ZPS-3 指示機
PPIスコープおよびA,Bスコープを有する
搭載艦
- あさしお型潜水艦（38SS）

### ZPS-4
航法用のレーダーである。哨戒用のZPS-5と組み合わせて運用されており、同一の指示機を共用している。
ZPS-3のN-AS-52空中線と同様にレーダー・マストに装備されている。送受信部をアンテナの直下に設けているが、送信管としてマグネトロンを3個備えて、切り替え使用することで冗長性を向上させている。なお、マストの昇降は、油圧回転機を動力として、ピニオン・ギアを採用している。
搭載艦
- うずしお型潜水艦（42SS）

### ZPS-5
哨戒用のレーダーである。航法用のZPS-4やZPS-6と組み合わせて運用されており、同一の指示機を共用している。
空中線部はN-AS-116Bと称されており、ZPS-3のN-AS-51潜望鏡空中線と同様、第2潜望鏡（哨戒用潜望鏡）に組み込まれている。送受信機は内殻内に装備され、潜望鏡内を通る導波管を通じてアンテナに給電されている。なお、アンテナは単独では回転しない。

### ZPS-6
ZPS-4から発達した航法用のレーダーであり、制式化以前はZPS-4改と称されていた。1973年度に日本無線の支援を受けて試作され、地上試験を経て、1980年度より潜水艦「ゆうしお」に搭載されて実用試験が行われた。空中線部はN-AS-117Bと称され、ZPS-4と同様にレーダー・マストに装備されており、ZPS-5と組み合わせて84式潜水艦用レーダを構成する。
搭載艦
- ゆうしお型潜水艦（50SS）
- はるしお型潜水艦（61SS）
- おやしお型潜水艦（05SS）
- そうりゅう型潜水艦（16SS）
- たいげい型潜水艦（29SS）